# 30 Seconds to Mars
30 Seconds to Mars (también Thirty Seconds to Mars, abreviado como 30STM o TSTM) es una banda estadounidense de rock alternativo formada en 1998 en Los Ángeles (California). Integrada originalmente por tres miembros: Jared Leto (voz, guitarra), Matt Wachter (bajo, sintetizador) y Shannon Leto (batería), a quienes más tarde se les uniría el guitarrista Solon Bixler. Después de la publicación de su álbum debut, el guitarrista Solon Bixler salió de la banda debido a problemas durante su primera gira, poco después fue sustituido por el guitarrista Tomo Milicevic. Después de la salida de Matt Wachter (ahora en Angels & Airwaves), Jared Leto se convirtió en el bajista de la banda.
En 1999, 30 Seconds to Mars firmó con Virgin Records e Inmortal Records. Después de tres años lanzaron su álbum debut, 30 Seconds to Mars. El disco debutó en el puesto número 107 en la lista Billboard 200 y en el número uno en el Top Heatseekers, vendiendo 121 000 unidades en los Estados Unidos. Del álbum se extrajeron dos sencillos, «Capricorn (A Brand New Name)» y «Edge of the Earth». El primero alcanzó el puesto número treinta y uno en el conteo Alternative Songs. El segundo álbum de estudio, A Beautiful Lie, produjo cuatro sencillos: «Attack», «The Kill», «From Yesterday» y «A Beautiful Lie». El más exitoso de estos fue «The Kill», el cual entró en la lista Billboard Hot 100 y marcó el récord de ser la canción que se mantuvo más semanas en la lista Alternative Songs. El tercer sencillo del disco, «From Yesterday», consiguió la primera posición en el conteo ya mencionado.
El 8 de diciembre de 2009 lanzaron su tercer álbum de estudio, This Is War, el cual debutó en el puesto número dieciocho en el Billboard 200. Su primer sencillo, «Kings and Queens», recibió las certificaciones de disco de oro y plata en Nueva Zelanda y el Reino Unido, respectivamente. Del álbum se lanzaron otros tres sencillos: «This Is War», «Closer to the Edge» y «Hurricane 2.0». En 2013, la banda lanzó su cuarto álbum de estudio, Love, Lust, Faith and Dreams, mismo del que se desprendió el sencillo «Up in the Air».
El 6 de abril de 2018 la banda lanzó su quinto álbum de estudio titulado America.
El 11 de junio de 2018, vía Twitter, el guitarrista Tomo Milicevic anunciaba su salida oficial de la banda.
Hasta la fecha, la agrupación ha vendido alrededor de 11 millones de copias en todo el mundo. La banda ha recibido numerosos reconocimientos y premios, tienen un total de 50 premios de aproximadamente 70 nominaciones. Entre sus premios más destacados están cuatro MTV Europe Music Awards. Además el pasado diciembre consiguieron entrar en el libro Guinness de los récords, obteniendo el récord de mayor número de conciertos en una misma gira, más de 300 durante su última gira. Aproximadamente 311 sin contar los shows acústicos, contando estos últimos, el número de conciertos se elevaría a 366.

## Historia

### Etimología
De acuerdo a una entrevista de Virgin Records el nombre de la banda «viene de una tesis que encontramos en la web que había sido escrita por un ex-profesor de Harvard. Una de las subsecciones de la tesis estaba titulada «Thirty Seconds to Mars» («Treinta segundos a Marte») y hablaba sobre el crecimiento de la tecnología que relacionaba a los humanos y decía que estábamos literalmente a treinta segundos de Marte. Lo que significa para nosotros es, pensábamos que describía nuestra música, en pocas palabras».

### Formación (1998-2001)

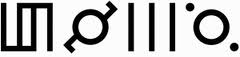
Símbolos oficiales de la banda.

La banda fue formada en 1998 en Los Ángeles, California por el actor Jared Leto (voz, guitarra, bajo) y su hermano mayor Shannon Leto (batería). 30 Seconds to Mars comenzó más bien siendo sólo un dúo. Las cosas empezaron a funcionar con cierta rapidez y pronto Matt Wachter se unió a la banda como bajista y más tarde también lo haría Solon Bixler como guitarrista rítmico de la banda. No mucho tiempo después también se integró el guitarrista Kevin Drake, como guitarrista adicional para futuras presentaciones en directo (aunque la permanencia de este último sería bastante menor).
Jared Leto dijo lo siguiente en una entrevista acerca del nombre de la banda:

Para nosotros, el nombre «30 Seconds to Mars» tiene poco que ver con el espacio, el universo y esa clase de cosas. Es un nombre que funciona en varios ámbitos diferentes. Lo más importante es la buena representación de nuestro sonido. Es una frase lírica, sugerente, cinematográfica y llena de inmediatez. Dispone de un cierto sentido de alteridad a la misma. El concepto de espacio es tan grande y global, dudo que una canción escrita no caiga dentro de él.

Shannon Leto dijo lo siguiente en una entrevista acerca del nombre de la banda:

El nombre representa un montón de cosas. Este profesor tenía una tesis, que hablaba sobre tecnología, la evolución del hombre y de la forma importante del papel que juega. Una de las subsecciones era «Thirty Seconds to Mars». Era como el crecimiento exponencial de los seres humanos. Estamos literalmente a 30 segundos de marte. Todo está aquí mismo y ahora, Todo es tan loco y rápido.

Matt Wachter dijo lo siguiente en una entrevista acerca del nombre de la banda:

Realmente el nombre de la banda proviene de una tesis que encontramos en línea, misma que fue escrita por un ex-profesor de Harvard. Una de las subsecciones de esta tesis tenía como título «Thirty Seconds to Mars» y hablaba sobre el crecimiento de la tecnología que relaciona a los seres humanos, diciendo que estamos literalmente a treinta segundos de marte, lo que para nosotros significaba la mejor forma de describir nuestra música.

Aunque Jared Leto es un reconocido actor de Hollywood, prefiere no usar esa información para promocionar la banda. Él mismo ha dicho que la banda será reconocida por su música y no por dicho título, de hecho, la banda rechazaba tocar en lugares en donde se utilizara su nombre como actor para promocionar el show.

### 30 Seconds to Mars(2002-2004)
En junio de 1999, la banda firmó su primer contrato con las discográficas Inmortal Records y Virgin Records. El siguiente año la banda con la planificación de lo que sería su álbum debut. En 2001, la agrupación entró al estudio para llevar a cabo la grabación del álbum. Finalmente, el álbum, 30 Seconds to Mars, fue puesto a la venta el 27 de agosto de 2002, siendo producido por Bob Ezrin y Jared Leto. El álbum recibió críticas generalmente positivas por parte de la audiencia. Este álbum es generalmente descrito como un álbum conceptual, además de que esta claramente inspirado y puede ser comparado con las bandas: Pink Floyd y Tool.
El álbum alcanzó la posición número #107 en el Billboard 200, incluyendo la posición número #1 en el Top Heatseekers Del álbum se extrajeron únicamente dos sencillos: Capricorn (A Brand New Name) y Edge of the Earth, ambos sencillos lograron llegar a los conteos con la posición máxima del puesto número #31 en el conteo U.S. Mainstream Rock vendiendo 121.000 unidades en los Estados Unidos. El álbum mundialmente ha vendido más de dos millones de copias.
A finales de 2002, el guitarrista rítmico Solon Bixler deja la banda por problemas principalmente con sus compañeros de banda durante la primera gira musical de la banda. El 29 de enero de 2003, Tomislav Milicevic (Tomo), fan de la banda, se trasladó a Los Ángeles y se presentó en las audiciones para ser el próximo guitarrista de 30 Seconds to Mars, donde se ganó el respeto y la aceptación de los miembros de la banda, donde además, por su manera de tocar, terminó convirtiéndose en el nuevo guitarrista líder de la banda, encargándose Jared de la guitarra rítmica.

### A Beautiful Lie(2005-2008)
Después de concluir su gira de promoción de su álbum debut, en 2003 la banda comenzó con la planificación de su segundo álbum de estudio. Para este nuevo material la banda viajó durante tres años a cuatro continentes diferentes, incluyendo a cinco países distintos, así perfeccionándose y también a la vez tomando en cuenta la carrera de actor del vocalista. Para este nuevo álbum, Jared quiso explorar un sonido acústico completamente nuevo y mucho más íntimo diciendo: «En el primer álbum creé un mundo, luego, me oculté detrás de él». Este álbum fue titulado A Beautiful Lie, fue lanzado al mercado el 30 de agosto de 2005 con el mismo sello discográfico que su anterior trabajo. El álbum fue producido por Jared Leto y Josh Abraham, cuyos créditos como productor también incluyen a grupos como Orgy, Velvet Revolver, y Linkin Park.

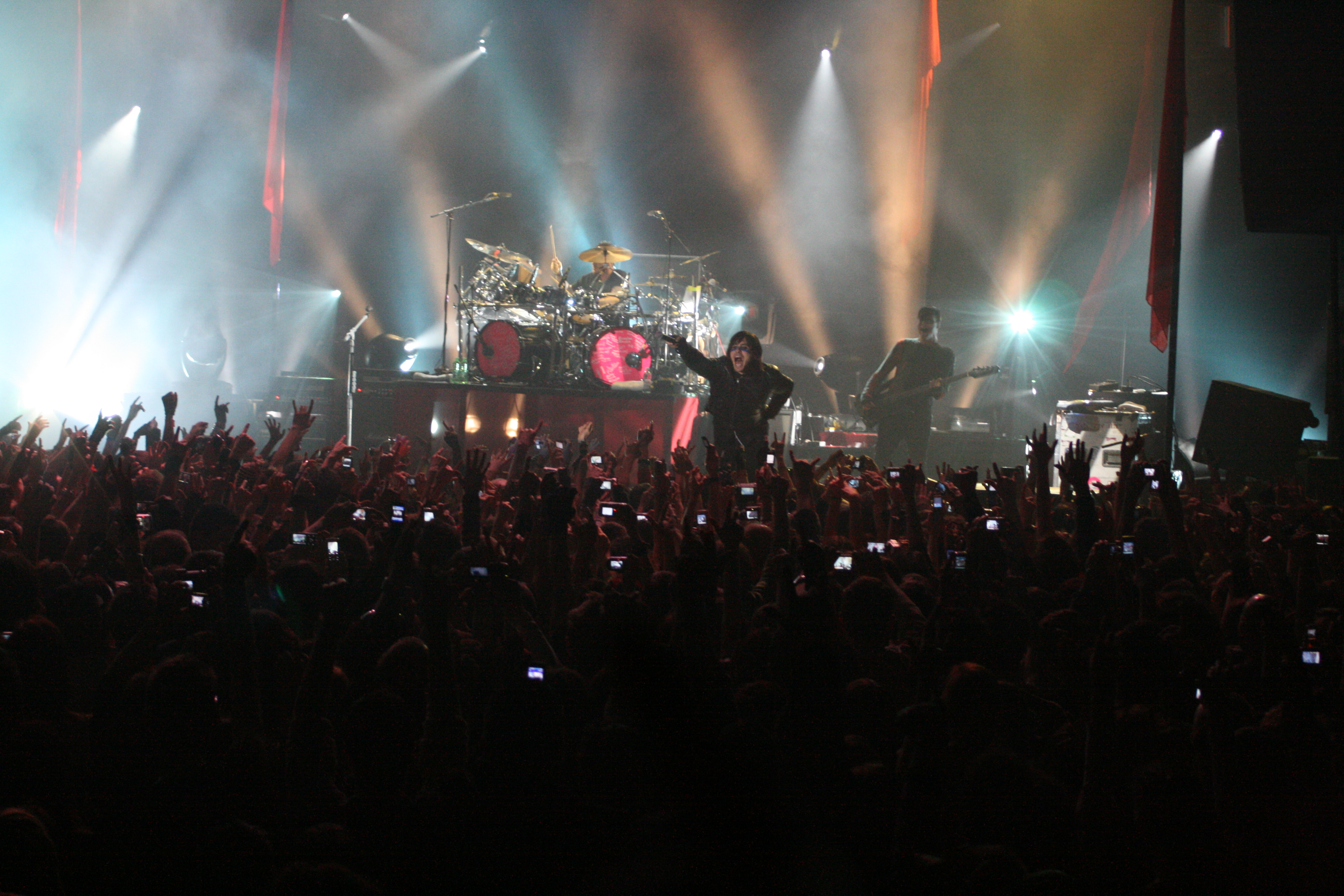
30 Seconds to Mars en Milán en febrero de 2008.

Jared comentó sobre este álbum: «Quisimos concentrarnos en el interior de la canción para dejar fuera cualquier elemento extraño. Para llegar a la verdad de todo ello. Para nosotros, no fue acerca de cuánto podríamos hacer, sino acerca de qué tan poco. Ese fue el principio de muchos desafíos. Trabajé mucho para crear algo muy especial y diferente la primera vez, musical y conceptualmente. Aquel primer CD siempre será eso, cueste lo que cueste. Pero, para avanzar hay que dejar atrás algunas cosas. Esa no siempre fue la cosa más fácil de hacer. De algún modo, fue el nacimiento de algo nuevo y la muerte de algo viejo».[cita requerida]

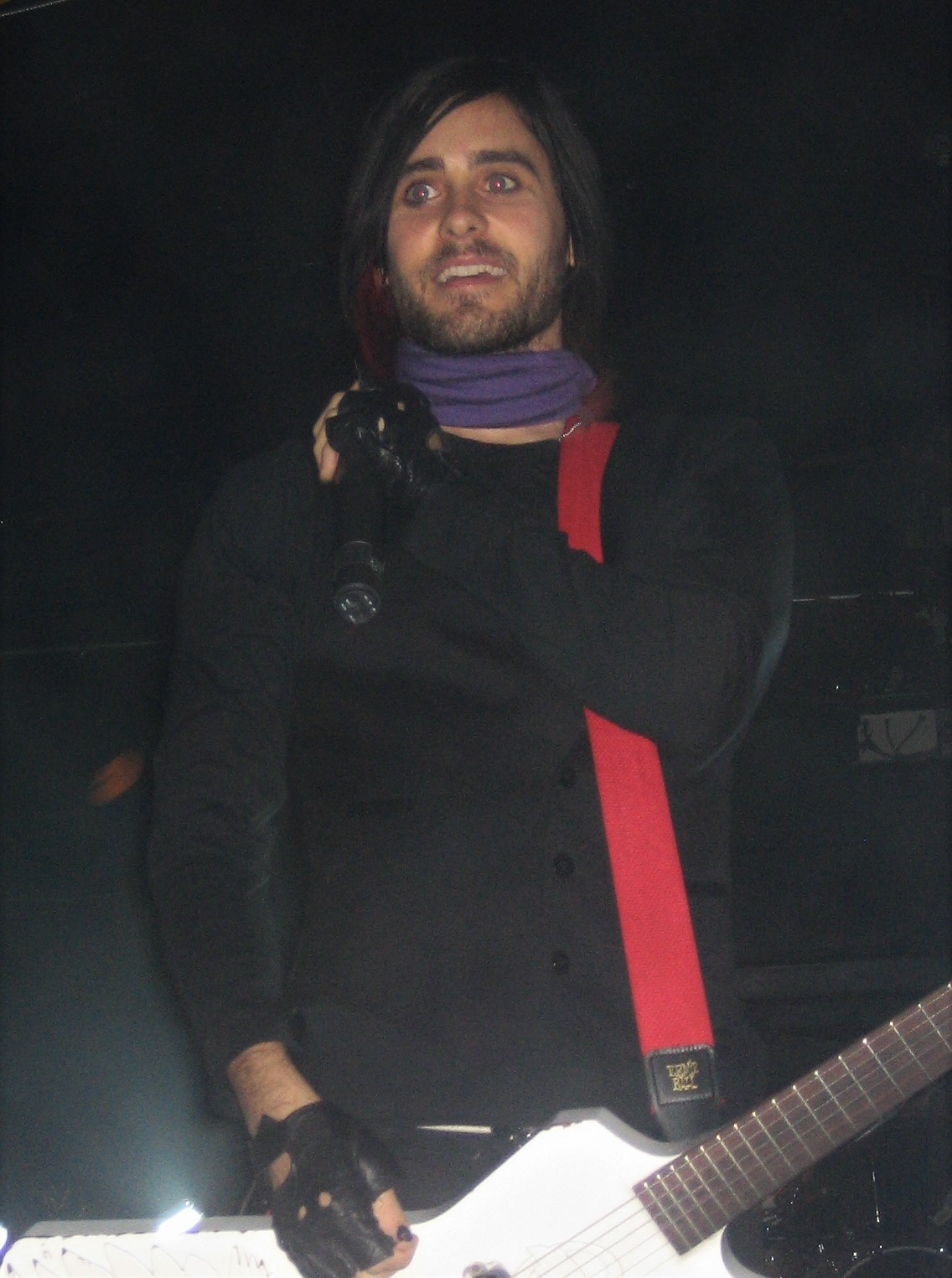
Jared Leto con la banda en Carolina del Norte en 2006.

El primer sencillo «Attack», fue el tema más pedido en la radio alternativa durante su primera semana de lanzamiento, logrando entrar en el conteo Top 30 del rock moderno.
El segundo sencillo del álbum, «The Kill» estableció un récord como el éxito de más larga duración en la historia de los Hot Modern Rock Tracks, quedándose en el Airplay nacional por más de 94 semanas, a raíz de su número de tres picos del año 2006. Jared Leto dirigió el vídeo musical para la canción secretamente bajo su seudónimo «Bartholomew Cubbins», un personaje recurrente de «Dr. Seuss Universe» inspirado en Stanley Kubrick de la película El resplandor. Jared comentó: «la idea del aislamiento de identidad y auto-descubrimiento fueron todos los elementos presentes en la canción. Me pareció que este homenaje fue un buen punto de partida y pronto creció para incluir a muchos más elementos fuera de la pieza original de Kubrick».
En 2006, Jared Leto diseñó la portada del álbum The 97 Green Room: Volume 2, una compilación de música en vivo en donde aparece la canción «Was it a Dream?».
From Yesterday, el tercer sencillo del álbum, tuvo también un gran éxito al igual que The Kill, alcanzando el número uno en los Hot Modern Rock Tracks y con esto colocarse 30 Seconds to Mars en el segundo puesto en el top 10 hit. El vídeo musical de la canción, fue el primer vídeo de una banda estadounidense en ser grabado totalmente en la República Popular China.
Debido a que A Beautiful Lie se filtró cinco meses antes de su lanzamiento, la banda decidió incluir dos Bonus tracks: «Battle of One» (una canción original que había sido escogida para ser la pista de título del álbum cuando fue anunciado por primera vez) y «Hunter». Para promover el álbum aún más, la banda también incluyó «Golden Passes» (pases dorados) en un número limitado de copias, los cuales otorgaban entradas a cualquier concierto de 30 Seconds to Mars gratuitamente, con acceso a backstage, durante tres años.[cita requerida]
El 31 de agosto de 2006, la banda ganó el Premio MTV2 por «The Kill», una de sus dos nominaciones en los MTV Video Music Awards. La segunda nominación era para mejor vídeo de rock; sin embargo, perdieron contra «Miss Murder» de AFI. El vídeo musical para The Kill se basó en la película El resplandor. En enero, A Beautiful Lie fue certificado como Disco de Platino por la RIAA por la venta de más de 1 000 000 de álbumes.
En octubre, la banda comenzó su tour «Welcome to the Universe», patrocinado por MTV2. También fueron acompañados en el tour con distintas bandas, entre ellas Cobra Starship. El 20 de noviembre, MTV2 transmitió el vídeo de «From Yesterday» por primera vez. El vídeo se basa brevemente en la película El Último Emperador.
El 1 de marzo de 2007, mientras tocaban en El Paso, Texas Jared Leto anunció la salida de la banda de Matt Wachter. Esto fue confirmado el día siguiente con una declaración en el sitio web de la banda. Entonces la banda contrato a Tim Kelleher para ser el nuevo bajista no oficial de la banda, tocando únicamente en vivo. Poco después Wachter se unió a Angels and Airwaves.
El 29 de abril de 2007, la banda tocó en los MTV Australia Video Music Awards, donde habían sido nominados para tres premios. Ganaron mejor vídeo de rock y vídeo del año por «The Kill».

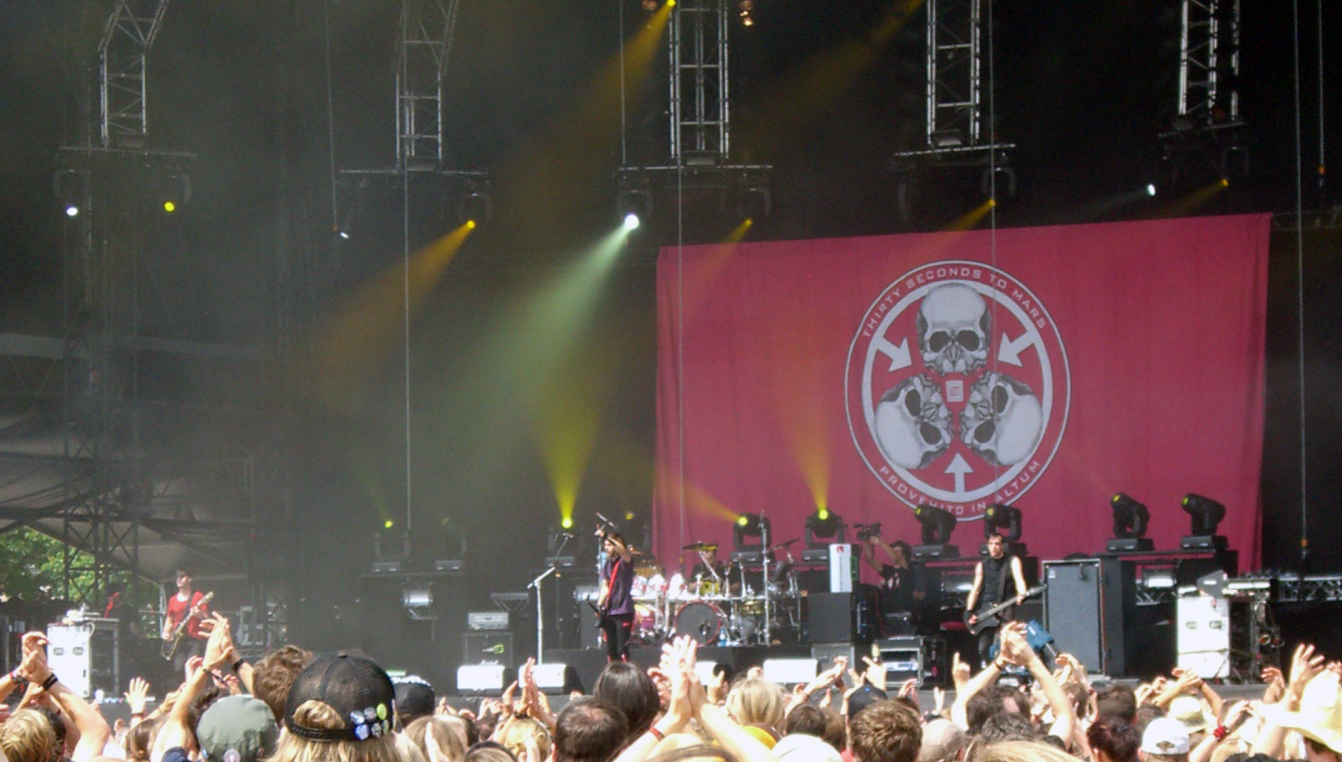
30 Seconds to Mars en Rock Am Ring 2007.

En primavera de 2007 (hemisferio norte), la banda acompañó a Aiden, entre otros, como parte del tour «Taste of Chaos» y arreglaron las fechas en que tocaron en Europa junto a Linkin Park.

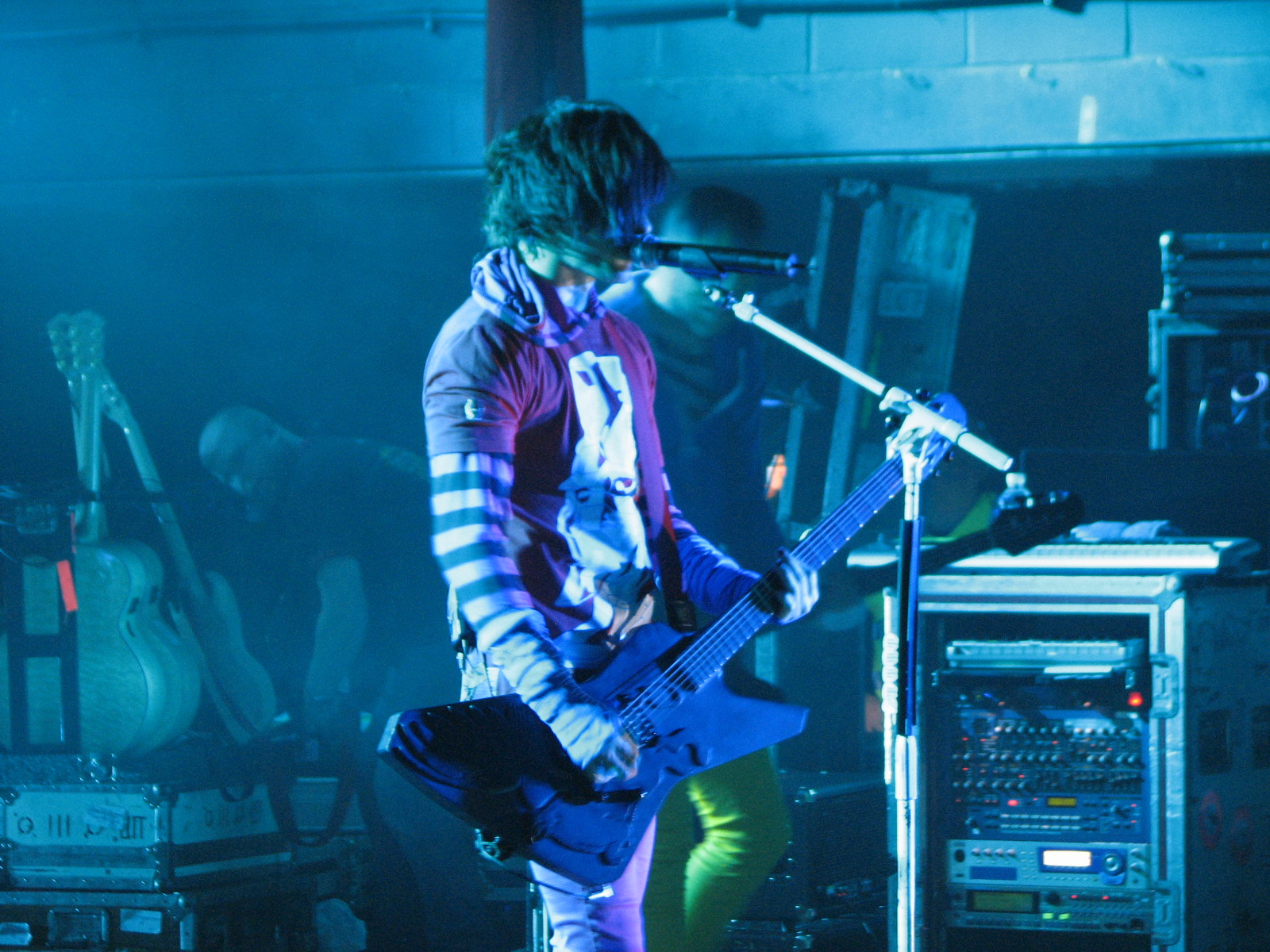
30 Seconds to Mars en un concierto de 2008.

Siguiendo el lanzamiento de «From Yesterday» como sencillo, la banda publicó un enlace en su blog de MySpace para votar por el siguiente sencillo de A Beautiful Lie. Las posibles opciones eran: «A Beautiful Lie», «The Fantasy», «Savior» y «The Story». El 2 de mayo de 2007, la banda anunció que «A Beautiful Lie» había ganado y que sería su próximo sencillo.
El 8 de agosto de 2007, Kerrang! anunció que 30 Seconds to Mars había sido nominada a dos categorías de los Kerrang! Awards 2007; mejor artista nuevo internacional y mejor sencillo para «The Kill». El 24 de agosto ganaron el premio para mejor sencillo con The Kill. El otro premio fue perdido ante Madina Lake.
Debido al éxito en los Kerrang! Awards del Reino Unido, la banda relanzó el sencillo «The Kill» el 24 de septiembre de 2007 en CD y 7" para intentar aumentar su mejor posición en los conteos británicos (posición #64).
El 18 de octubre de 2007 se presentaron en los Premios MTV (los VMA Latinoamérica) en México, D.F., a los que estaban nominados como mejor banda de rock internacional, pero finalmente el premio se lo llevó Evanescence. Durante el show, interpretaron «From Yesterday», donde al final contaron con la participación de Ely Guerra. Además, presentaron junto a Avril Lavigne el premio al vídeo del año.
El 1 de noviembre de 2007, la banda ganó el premio Rock Out por «The Kill», una de las dos categorías en la que se encontraban nominados en los premios MTV Europe Music Awards.
El 21 de diciembre de 2007, 30 Seconds to Mars ganó el premio Fuse a lo mejor de 2007. Vencieron a Korn y alcanzaron más de 7 millones de votos. 31 bandas y artistas como Evanescence, Muse y My Chemical Romance también fueron incluidas en el concurso.
Durante los últimos meses de 2007, comenzó la grabación del vídeo musical de «A Beautiful Lie». El vídeo se grabó a 200 millas al norte del Círculo polar ártico, en Groenlandia. El vídeo fue un sueño hecho realidad y una de las aventuras más emocionantes que hemos tenido como banda. 

Aunque fue increíblemente difícil y en ocasiones parecía que estaba justo fuera de nuestro alcance, una vez que finalmente llegó la belleza y la magnificencia del terreno, la maravillosa cultura de la gente, y el asombroso de un viaje inspirador en sí, era todos más allá de la creencia. Casi todo el mundo ha oído hablar del calentamiento global, pero ahora para el pueblo de Groenlandia es un problema real y tangible de hoy, no es un problema del mañana. Este viaje cambió nuestras vidas.
Jared Leto, Tomo Milicevic y Shannon Leto.

El 29 de enero de 2008 se estrenó el vídeo musical, después de meses de grabación y edición.
El 16 de octubre la banda se presentó en la ciudad de Guadalajara, México en los premios MTV 2008, donde ganaron por mejor artista de rock internacional.
El 11 de diciembre de 2008, AOL Radio Blog declaró que con los votos de los oyentes de la emisora de la radio alternativa, confirmaron que la mejor canción de rock alternativo de la década de los años 2000 fue de 30 Seconds to Mars, «The Kill», que a partir de 2006, la canción ha tenido un gran éxito, al igual que el álbum de donde viene el sencillo, A Beautiful Lie.

### Demanda de EMI Music (2008)
Después de concluir la gira A Beautiful Lie Tour, la banda tenía pensado firmar un nuevo contrato con otro sello discográfico. En respuesta de esto, en agosto de 2008, EMI Music firmó una demanda de 30 millones de dólares, reclamando que la banda se negó a grabar tres discos como lo exige su contrato. De acuerdo con la demanda, la banda «repudió» un contrato en junio de 1999. Jared Leto respondió a la demanda diciendo: «Bajo la ley de California, donde vivimos y nosotros firmamos nuestro contrato, no se puede vincular un contrato por más de siete años».
Mientras que 30 Seconds to Mars había durado nueve años con la discográfica, por lo que decidió ejercer su derecho de poner término y rescindir el viejo contrato, el cual estaba fuera de la fecha, de acuerdo con la ley, ya estaba anulado. Después de casi un año de batalla legal con su discográfica, el 28 de abril de 2009 la banda anunció que el caso de la demanda ya se había resuelto. La demanda se resolvió después que saliera en defensa de la banda la actriz Olivia de Havilland con una ley que dice que en California ningún contrato es válido después de siete años, esta ley llegó a ser conocida como «Ley de Havilland», después de que ella la hiciera valer usándola para deshacer un contrato con Warner Bros. Records.
Más tarde la banda decidió volver a firmar nuevamente, solo que esta vez con EMI (sello mayor de Inmortal y Virgin Records) Jared comentó que la banda y la discográfica habían resuelto sus problemas a voluntad de la discográfica, haciendo frente a sus principales preocupaciones sobre sus problemas. Entonces Jared dijo que de nuevo trabajarían juntos para su próximo álbum.

### This Is War(2009-2012)
El 11 de febrero de 2009, la revista Kerrang! anunció que el título del nuevo álbum de la banda sería: This Is War. El 28 de abril cuando regresaban con EMI, la demanda ya había sido anulada y Jared dio a conocer también un poco de información sobre su viaje a Hawái donde grabó una canción llamada «Hurricane» con Kanye West.

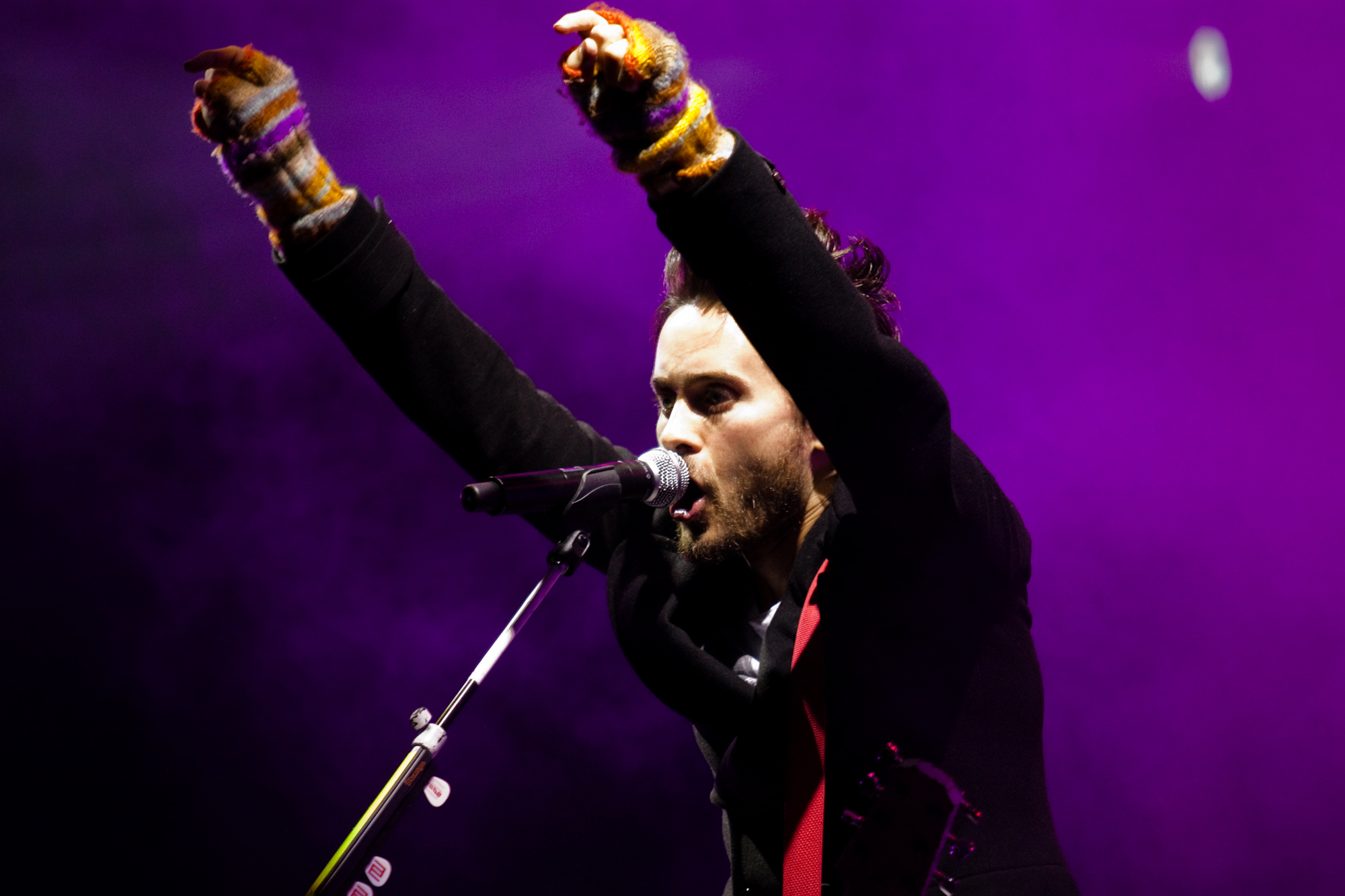
Jared Leto, líder de la banda, en diciembre de 2009.

Jared Leto describió este álbum como su tercer álbum conceptual, diciendo que fue creado en un intenso período de dos años, donde sentía como si el mundo se cayera a pedazos y los cambios masivos fueron pasando. En un intento de involucrar a sus fanes en This Is War, la banda celebró «The Summit», donde invitó a los fanes a proporcionar coros al álbum. En la primera, en Los Ángeles, se presentaron personas de todo el mundo, por lo que se repitió en ocho países y se extendió el evento de forma digital.
Poco después de que la demanda fue anulada, Jared y la banda en MTV News dijeron que estaban planeando lanzar su nuevo álbum en el verano de 2009, pero debido a la demanda realizada por la discográfica de la banda, la fecha de lanzamiento se había retrasado para septiembre. Después de que la banda cambiara varias veces la fecha de lanzamiento, se estrenó nuevo vídeo de su nueva canción «Kings & Queens», como su nuevo sencillo para promocionar el nuevo álbum. El álbum fue finalmente lanzado al mercado el 8 de diciembre de 2009. el 10 de diciembre, la banda interpretó Kings & Queens por primera vez en televisión en The Tonight Show con Conan O'Brien, en lo que fue una memorable presentación que incluye el cuarteto de cuerdas Street Drums Corps y un coro de diez personas.
El álbum alcanzó el puesto número uno en los Tastemaker Albums, el número dos en los Rock Albums y en álbumes digitales, el número cuatro en los mejores álbumes de rock alternativo y el número 18 en el Billboard 200.

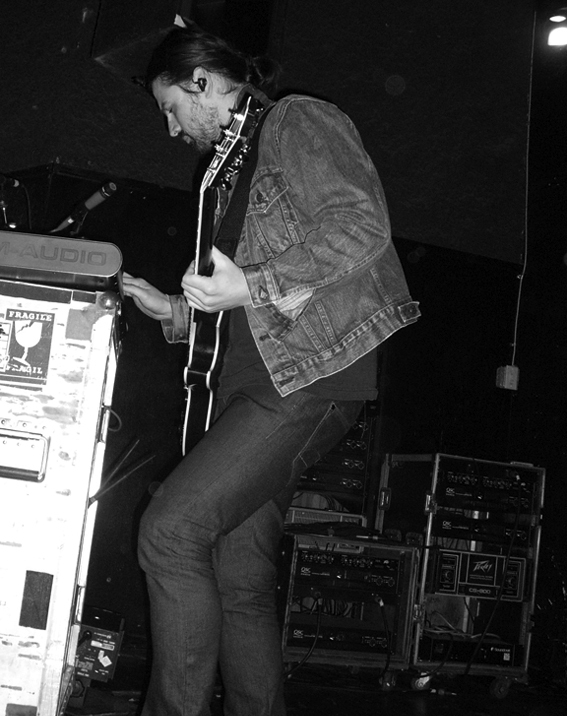
Tomo Milicevic, el guitarrista líder de la banda en North Gates en 2010.

El 18 de febrero de 2010 de febrero, 30 Seconds to Mars anunció su nueva gira por todo el mundo, un día más tarde comenzó la gira llamada, Into the Wild para promocionar su nuevo álbum, This Is War. La gira se dividió en siete partes, finalmente, la gira concluyó el 18 de diciembre de ese mismo año. La banda también apareció en los MTV Video Music Awards el 12 de septiembre de 2010.
El primer sencillo del álbum, al igual que el segundo, «Kings & Queens» y «This Is War», alcanzaron el número uno en canciones alternativas y fueron posicionados el número cuatro en canciones de rock. El vídeo musical de «King & Queens» es un cortometraje, también llamado «The Ride», fue dirigido por Jared Leto y estrenado en el teatro de Montalbán el 9 de noviembre de 2009, el vídeo musical es un viaje surrealista, lírico y metafórico ligeramente por la ciudad de Los Ángeles, del centro de Los Ángeles a Santa Mónica, comentó Jared.
El tercer sencillo del álbum, «Closer to the Edge», alcanzó el puesto número siete entre las mejores canciones alternativas, convirtiéndose así la banda en la quinta banda de Rock Moderno del top 10 hit, este sencillo posee el récord de más semanas al estar en el número uno durante todo el año 2010 en UK Rock Chart cuando se mantuvo en la cima durante ocho semanas consecutivas. El vídeo musical para este sencillo, al igual dirigido también por Jared Leto y estrenado el 7 de junio de 2010 en Nueva Zelanda. El vídeo es un collage con imágenes de la nueva gira, comentarios de los fanes y fotos de los miembros de la banda cuando eran niños, el vídeo se rodó en 89 ciudades y 27 países diferentes durante el tour mundial de la banda, Into the Wild.
El cuarto sencillo fue, «Hurricane», sin embargo, la colaboración vocal de Kanye West para la canción fue eliminado en última instancia, debido a problema legales en torno a los derechos de cada compañía discográfica. La colaboración fue lanzada más tarde en la nueva edición deluxe del álbum.
El vídeo para la canción fue dirigido por Jared Leto y se estrenó en MTV el 29 de noviembre de 2010, Jared describe la canción como: «Una meditación sobre la violencia del sexo, y el sexo de la violencia».
Jared describió un concepto diciendo: «Es una pesadilla surrealista sueño-fantasía por las calles desoladas vacías de Nueva York en la noche. No hay gente, no hay autos y ves a la banda como se encuentran con algunos miedos y algunos fetiches, una serie de desafíos, es un muy ambicioso cortometraje muy cinematográfico».

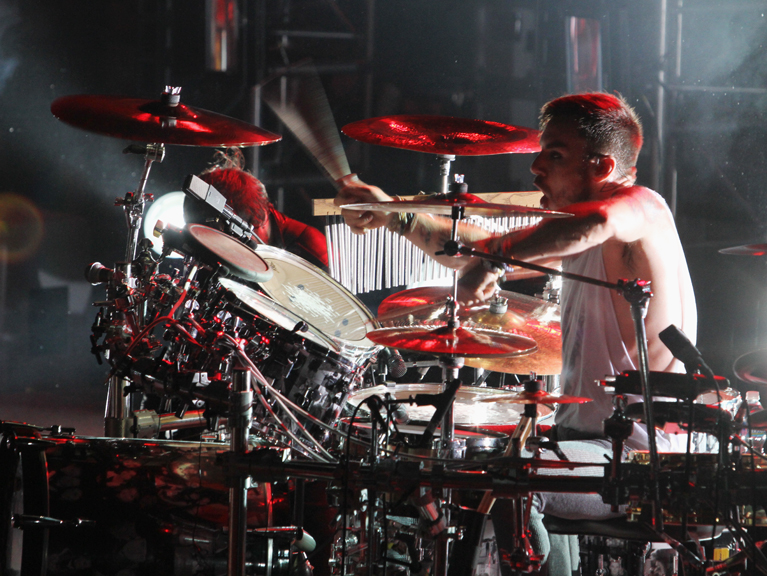
Shannon Leto durante la actuación de la banda en el MTV World Stage de 2010.

El 6 de noviembre la banda ganó el premio a mejor «Best World Stage» y posteriormente el premio «Best Alternative» en los MTV EMA 2010, donde también estaban nominadas a los premios bandas como: Paramore, Linkin Park, entre otras bandas.
También se presentaron en la primera celebración del Lollapalooza Chile como una de las bandas principales del evento, el 2 y 3 de abril en el Parque O'Higgins, junto con agrupaciones como The Killers, Kayne West, The Flaming Lips y Deftones.
«Hurricane» fue recibido polémicamente y fue censurado por sus elementos de violencia, desnudez y sexo. El vídeo fue más tarde reeditado y fue lanzada una versión más limpia que puede verse al aire en la televisión, a pesar de su censura, Hurricane fue elogiado por la crítica y fue nominado para varios premios, entre ellos el MTV Video Music Award a la Mejor Dirección.
30 Seconds to Mars logró entrar en el Libro Guinness de los récords, obteniendo el puesto número uno por el récord de mayor número de conciertos durante una misma gira, más de 300 conciertos durante su gira, aproximadamente 311 conciertos, sin contar sus shows acústicos, contando estos últimos, el número de conciertos se elevaría a 366, siendo esta la gira más larga de la historia de una banda de rock.

### Love, Lust, Faith and Dreams(2013-2015)

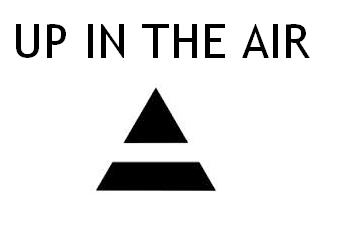
Logo del sencillo «Up in the Air».

Jared Leto dijo según una entrevista de Rolling Stone «Estamos entusiasmados trabajando en el estudio». Pues la banda planea marcar con este material una «dramática ruptura con el pasado». Jared Leto también lo describió como «más orquestal, narrativo, interactivo que los proyectos anteriores». Los fanes también podrán participar en este álbum grabando sus voces como lo hicieron en el pasado This Is War. Algunas de las nuevas canciones fueron reproducidas en el VyRT de abril, un espectáculo en vivo reproducido por internet parecido a los unplugged.
El 4 de marzo de 2013, el sencillo en CD de «Up in the Air» se colocó en el despegué del SpaceX CRS-2 mediante la Expedición 35 comandada por Chris Hadfield y fue lanzada como primer sencillo de su cuarto álbum de estudio, titulado Love, Lust, Faith and Dreams. Tras su lanzamiento en formato digital, el sencillo obtuvo un éxito comercial aceptable por parte del continente europeo. El primero de julio de 2013, la banda lanzó «Do or Die» como sencillo promocional de Love, Lust, Faith and Dreams, sencillo que también produjo un vídeo musical el cual fue dirigido por el vocalista Jared Leto.

### Americay salida de Miličević (2016-2021)
El 3 de noviembre de 2015, se anunció que 30 Seconds to Mars está trabajando en su quinto álbum de estudio. En agosto de 2016, la banda reveló haber firmado con Interscope Records. El grupo más tarde dio a conocer que se embarcarían en una gira por América con Muse y PVRIS, que tuvo lugar de mayo a septiembre de 2017. En agosto de 2017, se anunció "Walk on Water" como el primer sencillo del quinto álbum de la banda.
La banda interpretó la canción en los MTV Video Music Awards 2017 con el invitado especial Travis Scott. Durante la ceremonia, Jared Leto recibió atención de los medios por su tributo a los músicos Chester Bennington y Chris Cornell, quienes fallecieron a principios de ese año.
El 23 de enero de 2018, la banda anunció que "Dangerous Night" sería el segundo sencillo de su próximo quinto álbum de estudio. 30 Seconds to Mars interpretó la canción en The Late Show with Stephen Colbert el 25 de enero de 2018. El 8 de febrero de 2018, Thirty Seconds to Mars anunció oficialmente su siguiente gira "The Monolith Tour".
El 21 de marzo de 2018, Thirty Seconds to Mars confirmó America como título de su próximo álbum. Finalmente, el 6 de abril de 2018, el álbum salió de manera mundial y disponible en todas las plataformas digitales a través del sello discográfico Interscope Records, conteniendo un total de 12 canciones, dos de ellas con colaboraciones de A$AP Rocky y Halsey, lo que lo convierte en el primer álbum de estudio de 30 Seconds to Mars con músicos invitados.
El 11 de junio de 2018, después de semanas de especulaciones tras la ausencia de Tomo Miličević en la gira europea de la banda en la primavera de 2018, anunció oficialmente su salida de la banda vía Twitter.
El 5 de octubre de 2021, la banda anunció en sus redes sociales que aparecería en una canción con Illenium llamada "Wouldn't Change a Thing". La canción fue lanzada el 15 de octubre de 2021.

### It's the End of the World but It's a Beautiful Day (2023-presente)
El 3 de mayo de 2023, la banda anunció en sus redes sociales, el lanzamiento de "Stuck", primer sencillo de su próximo sexto álbum, que fue lanzado el 8 de mayo respectivamente. Tras el lanzamiento se reveló el nombre del sexto álbum " It’s the End of the World but It’s a Beautiful Day", previsto para el 15 de septiembre de 2023, el cual ofrecerá un tracklist compuesto por once canciones.
El 9 de junio de 2023 se lanzó "Life is beautiful" como segundo sencillo.
El 14 de julio "Get up kid" fue lanzado como tercer sencillo.
"Seasons" fue lanzado el 16 de agosto como 4.º sencillo.
El 12 de septiembre "World on Fire" fue lanzado como 5.º sencillo.

## Premios y nominaciones
30 Seconds to Mars ha recibido 80 premios de 145 nominaciones.
El 31 de agosto de 2006 la banda ganó un premio MTV2 por su sencillo: «The Kill». El 26 de octubre de 2006 en los premios mtvU Woodie, la banda ganó mejor video Woodie: Live Action, «The Kill».

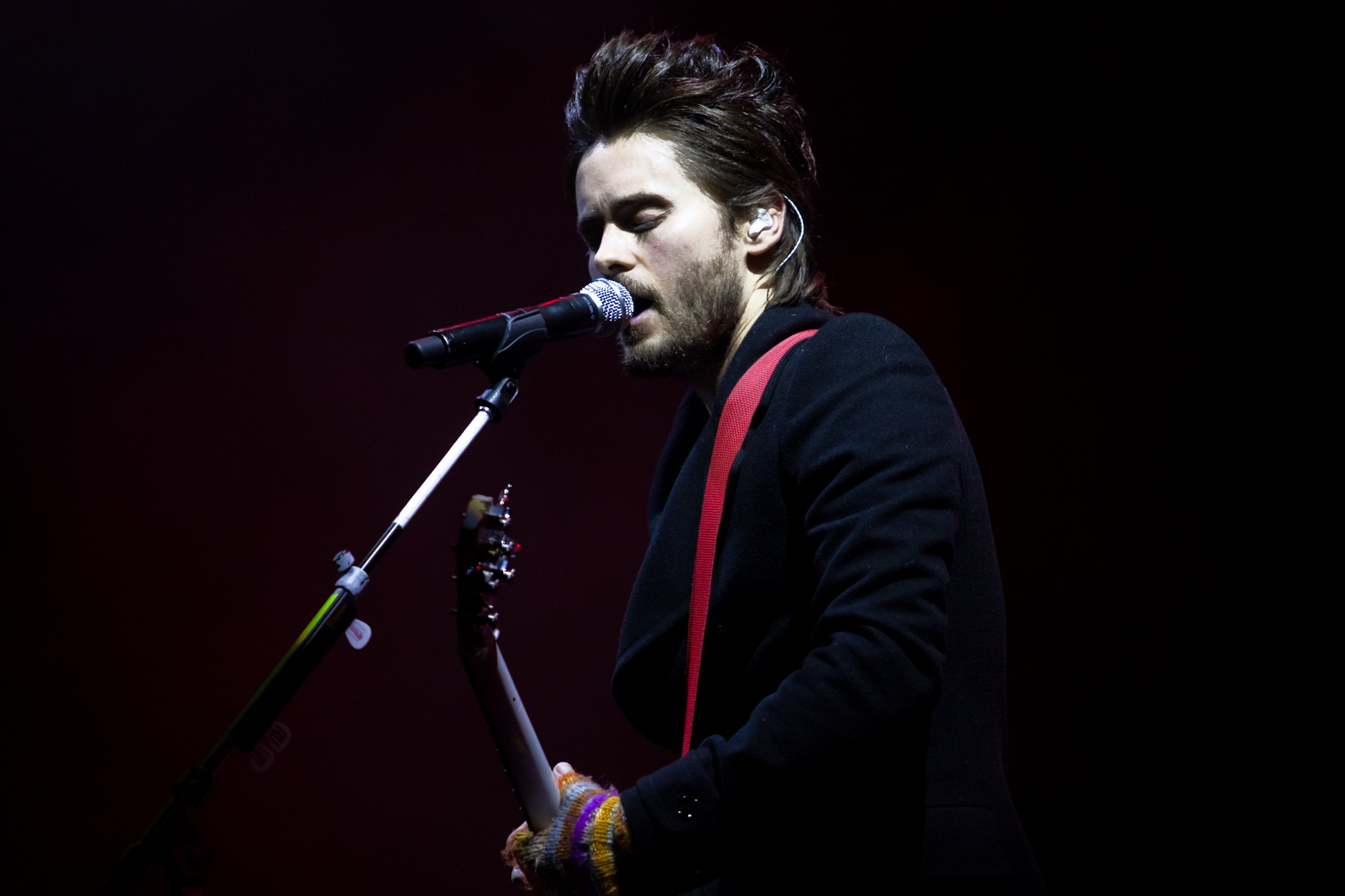
Leto durante un concierto.

En enero de 2007 A Beautiful Lie, el segundo álbum de la banda, fue certificado platino. El 8 de agosto de 2007, la revista Kerrang! anunció que 30 Seconds to Mars había sido nominado a dos categorías de los Kerrang Awards de 2007, mejor artista revelación internacional y mejor sencillo: «The Kill». El 24 de agosto sólo recibió el premio al mejor sencillo, el cual fue «The Kill»; el otro premio fue perdido contra Madina Lake. El 14 de abril de 2007, la banda ganó el premio al mejor nuevo artista en el TRL Awards. El 29 de abril de 2007, la banda ganó mejor video de rock y video del año por su sencillo «The Kill» en los MTV Video Music Awards en Australia. El 1 de noviembre de 2007, la banda ganó en los MTV Europe Music Awards por «Rock Out», en una de las dos categorías en las que fueron nominados. El 21 de diciembre de 2007, 30 Seconds to Mars ganó el Fuse Best of 2007 Award; ganaron en la competencia contra Korn y habían acumulado más de 7 millones de votos. 31 bandas y artistas como Muse, Linkin Park, My Chemical Romance y Avenged Sevenfold también se incluyeron en el concurso.
El 1 de febrero de 2008, la banda ganó el premio a mejor revelación internacional en los Bandit Rock Awards en Estocolmo, Suecia. El 2 de agosto de 2008, 30 Seconds to Mars ganó el premio Video Star por el video musical «A Beautiful Lie» en Premios MTV Asia 2008, en Genting, Malasia. El 21 de agosto de 2008, 30 Seconds To Mars ganó dos de los cuatro premios Kerrang! de los que fueron nominados para, la banda ganó el de mejor banda internacional y mejor sencillo: «From Yesterday». El 16 de octubre de 2008 se ganó mejor artista de rock internacional en el de Los Premios MTV Latinoamérica, 2008. El 6 de noviembre de 2008, fueron los anfitriones de la sección VIP MTV Europe Music Awards, entrevistas de la talla de Kid Rock, Anastacia y Sugababes. Se agregó a su colección con un MTV EMA Video Star por «A Beautiful Lie» y el Rock Out de adjudicación.
En enero de 2009, «A Beautiful Lie» de vídeo fue certificado oro por MTV Internacional. En julio de 2010 la banda ganó como mejor banda internacional de en los Kerrang! Awards 2010. El 12 de septiembre de 2010, la banda ganó mejor video de rock por su sencillo «Kings and Queens» en los 2010 MTV Video Music Awards. 7 de noviembre de 2010 se ganó el premio mejor banda de rock premio en el 2010 MTV Europe Music Awards.
El 9 de junio de 2011, 30 Seconds to Mars fue reconocida como la mejor banda internacional y el mejor sencillo con su canción «Hurricane» en los premios Kerrang! de 2011.

## Miembros

### Miembros actuales
Jared Leto: Voz, guitarras, bajo, teclados  (1998-presente)
Shannon Leto: Batería, percusión  (1998-presente)

### Antiguos miembros
- Solon Bixler: guitarras, teclados, coros (2001-2003)
- Matt Wachter: bajo, teclados sintetizador, coros (2001-2007)
- Tomo Miličević:Guitarras, bajo, violín, teclados, coros (2003-2018)

### Miembros de apoyo en vivo
- Stephen «Stevie» Aiello: bajo, guitarras, teclados, coros (2013-presente)

### Antiguos miembros de apoyo en vivo
- Kevin Drake: guitarras (2001-2002)
- Tim Kelleher: bajo, teclados, guitarras, coros (2007-2010, 2011)
- Matt McJunkins: bajo, teclados, guitarras, coros (2011)
- Braxton Olita: teclados, sintetizador, guitarras, coros (2009-2011)

## Discografía
Álbumes de estudio
- 2002: 30 Seconds to Mars
- 2005: A Beautiful Lie
- 2009: This Is War
- 2013: Love, Lust, Faith and Dreams
- 2018: America
- 2023: It's the End of the World But It's a Beautiful Day

## Filmografía
- 2012: Artifact

## Acto tributo
El Vitamin String Quartet realizó un tributo a 30 Seconds to Mars con un disco publicado en 2008 que incluye versiones de «The Kill», «From Yesterday», «Edge of the Earth» y «Attack» entre otras canciones. Además, el disco incluye una composición original inspirada en la banda.